# Северна Атина (округ)
Округ Северна Атина (грч.  - periferiakí enótita Voreyou Tomea Athiniou) је округ у периферији Атика, на истоименом полуострву Атика. Управно средиште округа је главни град Грчке, Атина, која подручно њему не припада.
Округ Северна Атина је успостављен 2011. године поделом некадашње некадашње префектуре Атина, која је тада због величине подељена на четири мања округа.

## Природне одлике
Округ Северна Атина обухвата брдовито подручје у северном делу полуострва Атика.
Округ има средоземну климу.

## Становништво
По последњим проценама из 2001. године округ Северна Атина је имао око 550.000 становника, од чега огромна већина живи у северном делу грађевински повезаног подручја "Велике Атине".
Етнички састав: Главно становништво округа су Грци, али у округу има и доста странаца. Око 10% становништва "Велике Атине" су нови усељеници у Грчку.
Густина насељености је близу 4.000 ст./км², што је неупоредиво више од просека Грчке (око 80 ст./км²), али је у складу са карактером округа, који покрива потпуно изграђено земљиште Атине.

## Управна подела и насеља
Округ Северна Атина се дели на 12 општина (број је ознака општине на карти):
1. Аја Параскеви - 3
2. Врилисија - 9
3. Ираклео - 17
4. Кифисија - 21
5. Ликовриси–Пефки - 22
6. Маруси - 8
7. Метаморфози - 23
8. Неа Јонија - 25
9. Папагу–Холаргос - 28
10. Пентели - 29
11. Филотеј–Психико - 33
12. Халандри - 35

Град Атина, мада је изван округа, је његово седиште, али и периферије и целе Грчке. Све остале општине у округу су заправо њена северна предграђа и сва су велика насеља (> 10.000 ст.).